# Koleniowate
Koleniowate (Squalidae) – rodzina ryb chrzęstnoszkieletowych z rzędu koleniokształtnych (Squaliformes), obejmująca gatunki głębokowodne i głębinowe.

## Zasięg występowania
Wody oceaniczne – od chłodnych do tropikalnych.

## Cechy charakterystyczne
Ciało wrzecionowate. Brak płetwy odbytowej. W obydwu płetwach grzbietowych znajdują się pojedyncze kolce, które nie są chowane. Zęby żuchwy są nieznacznie większe od szczękowych. Długość ciała od 50 do 160 cm.

## Klasyfikacja
Rodzaje zaliczane do tej rodziny:
- Cirrhigaleus Tanaka, 1912
- Squalus Linnaeus, 1758